# Charles Veach
Charles Veach (Chicago, 18 settembre 1944 – Houston, 3 ottobre 1995) è stato un astronauta e ufficiale statunitense, colonnello pilota da caccia dell'United States Air Force.